# 范貽孫
范貽孫（?—?），北宋主客員外郎。其父范旻在北宋宋太宗趙炅年間官至右諫議大夫、三司副使加給事中及兩浙西路安撫司，祖父范質為後周及北宋兩朝宰相。范貽孫曾因其父因而被貶，及其上言詔復舊官。
現世仍存有范貽孫墓誌銘及其七言律詩《送崇教大師歸天臺謹吟七言四韻》：
“名僧高隱盡修行，人說吾師最出群。新向天臺承帝澤，便朝梁院謝明君。幾程煙水趨丹闕，一院杉松鎖白雲。卻泛輕杯舊山去，石橋秋月會聲聞。”
娶李繼隆、李皇后之妹為妻。